# 戈治均
戈治均（1936年8月14日—），中国影视演员。2001年凭电影《押解的故事》获得金鸡奖最佳男主角。
2003年，戈治均在電視劇《走向共和》中飾演晚清重臣榮祿，深沈老練，最為觀眾所知。